# Eckart Witzigmann

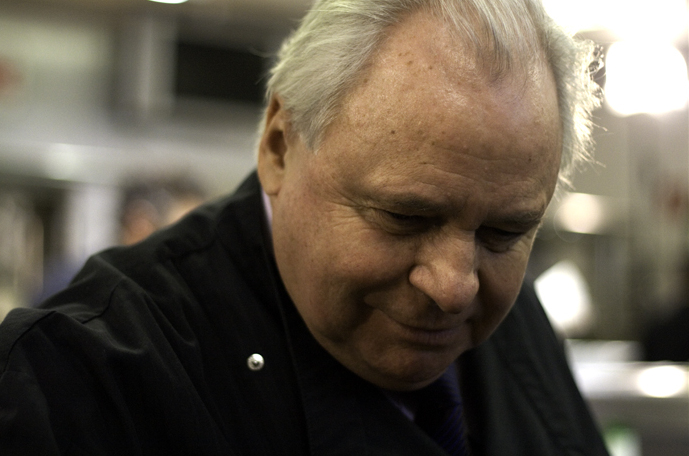
Eckart Witzigmann (2008)

Eckart Witzigmann (* 4. Juli 1941 in Hohenems, Vorarlberg) ist ein österreichischer Koch, Gastronom und Kochbuchautor. Er etablierte in den 1970er Jahren die französische Nouvelle Cuisine in Deutschland und entwickelte sie weiter. 1979 wurde sein Restaurant Aubergine als erstes deutsches Restaurant mit der Höchstbewertung von drei Michelinsternen ausgezeichnet. Der Gault-Millau verlieh ihm 1994 die Auszeichnung „Koch des Jahrhunderts“, die bislang sonst nur noch an Paul Bocuse, Joël Robuchon und Frédy Girardet vergeben wurde.
Damit hat er eine neue Schule des Kochens im deutschsprachigen Raum begründet; zahlreiche seiner früheren Mitarbeiter gehören heute selbst zur ersten Garde der Köche. Er wird deshalb als einer der einflussreichsten Köche des deutschsprachigen Raums angesehen.

## Leben

### Frühe Jahre

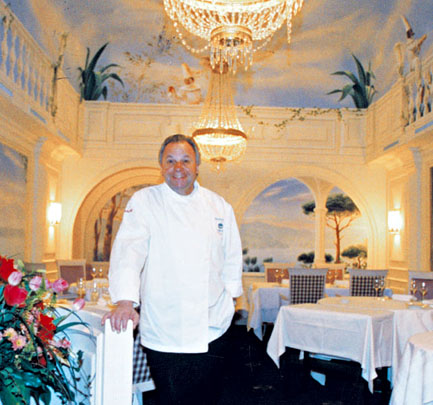
Eckart Witzigmann in seinem damaligen Drei-Sterne-Restaurant Aubergine in München

Eckart Witzigmann wurde als Sohn von Alois Witzigmann und dessen Frau Maria, geb. Taurer, in Hohenems geboren und wuchs in Bad Gastein auf. Er absolvierte von 1957 bis 1960 eine Kochlehre im Hotel Straubinger bei Ludwig Scheibenpflug. Nachdem er die Gesellenprüfung hatte wiederholen müssen, war er in zahlreichen Stationen in Spitzenküchen der Welt tätig.
Vom Grand Hotel Axelmannstein in Bad Reichenhall, dem Schlosshotel Pontresina in Pontresina, dem Hotel Petersberg in Königswinter bei Bonn, dem Villars Palace in Villars-sur-Ollon, dem Hotel National in Davos und dem Grand Hotel Hof Ragaz des Grand Resort Bad Ragaz in Bad Ragaz führte ihn sein Weg 1965 zu den Gebrüdern Haeberlin in Illhäusern im Elsass. Deren Auberge de l’Ill war ein Wendepunkt in seiner Karriere als Koch, kam es doch bei ihnen zu seiner ersten Annäherung an die seinerzeit in Deutschland noch unbekannte Nouvelle Cuisine.
Es folgten Tätigkeiten bei Paul Bocuse, Roger Vergé und den Gebrüdern Jean und Pierre Troisgros. Weitere Stationen außerhalb Frankreichs waren unter anderem das Operakällaren in Stockholm, das Cafe Royal in London, um 1970 die Villa Lorraine in Brüssel und 1971 der Jockey Club in Washington, D.C.
Sein Aufstieg in der deutschen Spitzengastronomie begann 1971 als Küchenchef im Münchner Restaurant Tantris, für das er 1973 den ersten und 1974 den zweiten Michelinstern erkochte, die damals höchste Auszeichnung in Deutschland. Dort entwickelte er 1976 das Gericht Kalbsbries Rumohr.

### Aubergine (1978–1995)
1978 öffnete er sein eigenes Restaurant Aubergine am Münchner Maximiliansplatz im Haus Regina. Der Name leitete sich von der Aubergine sowie von Paul Haeberlins Restaurant Auberge de l’Ill ab.
1979 wurde es als erstes deutsches Restaurant mit drei Sternen im Guide Michelin 1980 ausgezeichnet. Die Auszeichnung behielt das Restaurant 15 Jahre hindurch bis zur Schließung Ende 1994. Im März 1993 wurde Witzigmann wegen Kokainbesitzes zu einer zweijährigen Bewährungsstrafe verurteilt. Kurz darauf wurde ihm die Konzession für das Aubergine entzogen, die Alfons Schuhbeck übernahm. Trotz der kulinarischen Reputation und hohen Auslastung der Aubergine blieb Witzigmann der große wirtschaftliche Erfolg versagt, da zeitweise 18 Köche für maximal 45 Gäste arbeiteten.

### Seit 1995
Seit Aufgabe des Aubergine ist Witzigmann unter anderem als Unternehmensberater in der Gastronomie, Kochbuchautor und Leiter von Kochkursen tätig. Ferner ist er Herausgeber des Feinschmecker-Magazins apéro. Bei seinen mehr als 40 Kochbüchern hat er zum Teil auch mit anderen prominenten Köchen oder Fernsehköchen zusammengearbeitet, etwa Alfred Biolek oder Tim Mälzer.
Von 1997 bis 2001 ging er mit seinem Schüler Roland Trettl nach Mallorca, wo er diesen beim Aufbau des Restaurants Ca’s Puers unterstützte. Witzigmann konzipierte und berät das Restaurant Ikarus im Hangar-7 des Salzburger Flughafens. Auch hier war Roland Trettl von 2003 bis 2013 Executive Chef. Im Ikarus sind jeden Monat internationale Köche als Gastköche verpflichtet.
Seit 2004 wird jährlich der Eckart Witzigmann Preis an Persönlichkeiten vergeben, die sich für das Kochen und die Esskultur in besonderer Weise verdient gemacht haben.
Bis Ende 2005 bewirtete er im Witzigmann Palazzo etwa 150.000 Gäste, das in verschiedenen Städten auf Tournee ging. Diesen wurde jeweils ein mehrgängiges Abendessen mit Showeinlagen und Schauspielern geboten, die die Gäste in ein interaktives Theaterstück verwickelten. Das Anschlussprojekt, der „Witzigmann-Roncalli-Bajazzo“ bestand bis 2008.

„Eine wirtschaftlich erfolgreiche Spitzenküche ist die Quadratur des Kreises.“

2019 trat Eckart Witzigmann in der deutschen Version der Fernsehshow Top Chef bei Sat.1 erstmals als Juror auf.

### Privates
Eckart Witzigmann war mit Monika Witzigmann verheiratet, die bis zur Trennung 1988 im Restaurant Aubergine die Gäste empfing. Seine Tochter Véronique (* 1970) ist Autorin und betreibt ein Unternehmen, das Brotaufstriche und Feinkost vertreibt, sein Sohn Max (* 1974) ist als Journalist tätig.
Seine Lebensgefährtin ist seit 2006 Nicola Schnelldorfer, Tochter des Eiskunstläufers Manfred Schnelldorfer.

## Ehrungen
Im Februar 2007 wurde Witzigmann zum Professor und Doktor ehrenhalber der schwedischen Universität Örebro berufen, der einzigen staatlichen Gastronomie-Universität Europas, und führt den Titel „Professeur de la Cuisine“. Von 2007 bis 2010 war er Präsident der Deutschen Akademie für Kulinaristik.
Die New York Times ehrte ihn mit dem Titel „Koch der Könige und Götter“, weil er für zahlreiche gekrönte Häupter tätig war.
2003 benannte der französische Züchter Delbard eine Rose nach ihm.

## Auszeichnungen
- 1974: Zwei Sterne im Guide Michelin für das Tantris
- 1975: Goldene Pfeffermühle (verliehen von Klaus Besser)
- 1978: Zwei Sterne im Guide Michelin für das Aubergine
- 1979: Drei Sterne im Guide Michelin 1980 für das Aubergine als erstes deutsches Restaurant
- 1991: Orden „Ordre des Arts et des Lettres“, verliehen vom französischen Kulturminister Jack Lang
- 1991: Medaille „München leuchtet – Den Freunden Münchens“ in Silber
- 1994: „Koch des Jahrhunderts“, verliehen vom Gault-Millau
- 1989: „Goldene Feder“ der Gastronomischen Akademie Deutschlands für Das große Buch vom Reis (Mitautoren: Klaus Lampe, Tony Khoo, und Christian Teubner, erschienen bei Teubner Edition, Füssen)
- 1999: „Hall of Fame de Grand Chefs“
- 2007: Goldenes Verdienstzeichen des Landes Wien[31]
- 2007: Goldene Romy für die Dokumentation „Kulinarische Weltreise“
- 2011: Internationaler Kulinarischen GenussBotschafter Österreichs.[32]
- 2012: Warsteiner Preis – der deutsche Gastronomiepreis (Ehrenpreis)[33]
- 2016: Pro meritis scientiae et litterarum vom Freistaats Bayern[34]
- 2018: Touristik- und Medienpreis Goldene Sonne („Lebensleistung als Gourmet-Pionier“)[35]
- 2021: Großes Ehrenzeichen für Verdienste um die Republik Österreich[36]

## Schüler (Auswahl)
Viele seiner Schüler wurden Küchenchefs, deren Restaurants unter ihrer Leitung ebenfalls mit einem oder mehr Michelinsternen ausgezeichnet wurden:   
- Drei Sterne
  - Christian Jürgens
  - Claus-Peter Lumpp
  - Norbert Niederkofler
  - Harald Wohlfahrt[37]

- Zwei Sterne
  - Bobby Bräuer
  - Bernhard Diers
  - Hans Haas
  - Karlheinz Hauser
  - Michael Hoffmann
  - Dieter Koschina
  - Thomas Martin
  - Andreas Mayer
  - Jörg Sackmann
  - Erich Schwingshackl
  - Johann Lafer

- Ein Stern
  - Markus Bischoff
  - Karl Ederer
  - Michael Fell
  - Otto Fehrenbacher
  - Christian Henze
  - Armin Karrer
  - Christian Petz
  - Cosimo Ruggiero
  - Alfons Schuhbeck
  - Roland Trettl
  - Hans-Peter Wodarz
  - Rainer Wolter

## Publikationen
- Witzigmann & Freunde: Kochen zum kleinen Preis – Ein Lichtblick für jeden Tag! MünchenVerlag, ISBN 978-3-937090-52-8.
- Peter Schleicher & Eckart Witzigmann: Alchemie der Küche. Mosaik Verlag, München 2001, ISBN 3-576-11563-3.
- Gunther Lambert und Eckart Witzigmann: Wohn- und Kochrezepte. Nicolai, Berlin 1999, ISBN 3-87584-883-7.
- Alfred Biolek und Eckart Witzigmann:  Unser Kochbuch: Alternativen zu Fisch und Fleisch. Mosaik Verlag, München 2001, ISBN 3-576-11628-1.

## Filme
- Jörg Thadeusz im Gespräch mit Meisterkoch Eckart Witzigmann. Deutschland, 2011, 30 min, Produktion: rbb, Reihe: Thadeusz, Erstausstrahlung: 4. Oktober 2011 im rbb
- Eckart Witzigmann – Mein Leben. Dokumentarfilm, Österreich, Deutschland, 2010, 45 min, Buch und Regie: Lutz Reitemeier, Produktion: avanti media, ZDF, arte, Erstsendung: 29. August 2010 bei arte, Film-Informationen von ARD.
- Zu Gast im Ikarus. Eckart Witzigmann präsentiert Spitzenköche im Hangar 7 in Salzburg. Reportage-Reihe, Österreich, 2009ff., 24 min, Produktion: ServusTV, Internetseite von ServusTV.
- Eckart Witzigmann – Der Jahrhundertkoch. Dokumentarfilm, Deutschland, 2008, 60 min, Buch und Regie: Mica Stobwasser, Produktion: megaherz, moviepool, BR, Reihe: Köpfe in Bayern, Inhaltsangabe von megaherz mit Video-Ausschnitt.
- Witzigmanns Köche. Fernseh-Reportage, Deutschland, 2007, 30 min, Buch und Regie: Michaele Scherenberg, Produktion: hr, Film-Informationen von ARD. (Memento vom 31. Januar 2013 im Internet Archive)
„Die Crème de la Crème der deutschen und österreichischen Spitzenköche trifft sich im Witzigmann & Roncalli Bajazzo Frankfurt. Dabei geht es um die kulinarische Auslese 2007. Mit dabei sind Eckart Witzigmann, Harald Wohlfahrt, Dieter Müller, Johann Lafer und Juan Amador. Erstmals wird das geheime Viergang-Menü des Roncalli verraten und vor Kameras zubereitet.“
- Kulinarische Weltreise. Chefs around the World. Reportage-Reihe in zwölf Teilen, Österreich, 2006, 25 min, Produktion: ORF, Film-Informationen von fernsehserien.de.
- Dinner auf dem Dampfer mit Eckart Witzigmann. Fernseh-Reportage, Deutschland, 2006, 14 min, Buch und Regie: Denise J. Blasczok und Stefan Quante, Produktion: WDR, Reihe: Die kulinarische Reportage, Film-Informationen von ARD.